# Wissenschaftliches Zentrum für Informationstechnik-Gestaltung
Das Wissenschaftliche Zentrum für Informationstechnik-Gestaltung (ITeG) ist ein fächerübergreifender Forschungsverbund und strukturbildendes Element der Universität Kassel mit dem Fokus auf die gesellschaftliche Verantwortung von IT-Gestaltung. Es fördert die interdisziplinäre IT-Gestaltung für gesellschaftlich wünschenswerte Innovationen.

## Geschichte
2005 wurde das ITeG-Forschungszentrum für Informationstechnik-Gestaltung als gemeinsamer Forschungsverbund von ursprünglich drei Fachgebieten (Kommunikationstechnik, Technikrecht und Wirtschaftsinformatik) an der Universität Kassel gegründet, um die interdisziplinäre Forschung zu intensivieren und dazu beizutragen, dass IT-Systeme die notwendige Akzeptanz finden, nachteilig zu bewertende Auswirkungen vermieden und erstrebenswerte Anwendungschancen eröffnet werden. Die Gründungsdirektoren waren Klaus David, Alexander Roßnagel und Udo Winand.
2014 richtete die Universität Kassel das ITeG als Wissenschaftliches Zentrum für Informationstechnik-Gestaltung (ITeG) mit inzwischen acht Mitgliedern ein. Das ITeG wurde damit eins von vier Wissenschaftlichen Zentren der Universität Kassel, die profilbildend für die Universität wirken. Gründungsdirektor des ITeG als Wissenschaftliches Zentrum war Kurt Geihs.

## Forschung
In der Entwicklung von Informations- und Kommunikationstechnik orientiert sich das Wissenschaftliche Zentrum für Informationstechnik-Gestaltung (ITeG) der Universität Kassel an folgender Leitidee:
Informationstechnik (IT) ermöglicht soziale und wirtschaftliche Innovationen, die weitreichende individuelle und gesellschaftliche Chancen bieten und erhebliche Veränderungen mit sich bringen. Mit dem Ziel, diese Innovationen zu ermöglichen und ihre Potentiale nachhaltig nutzen zu können, fokussiert das ITeG die Wertorientierungen und die gesellschaftliche Verantwortung von IT-Gestaltung.
Das ITeG erforscht die interdisziplinäre Gestaltung von gesellschaftlich wünschenswerter Informationstechnik aus einer soziotechnischen Perspektive. Dabei gilt die Entwicklung eines IT-Systems als gesellschaftlich wünschenswert, wenn das Ergebnis einerseits Akzeptanz erfährt und andererseits normativen Bedingungen der Akzeptabilität genügt. Akzeptanz bezieht sich auf die empirisch feststellbare Bereitschaft der Nutzerinnen und Nutzer, die untersuchte IT-Anwendung zu verwenden. Akzeptabilität umfasst die Vereinbarkeit der prognostizierten Auswirkungen von IT mit demokratisch auszuhandelnden Werten und Normen.
Aufbauend auf vertieften wissenschaftlichen Analysen von Akzeptanz und Akzeptabilität werden am ITeG Gestaltungsprinzipien für informationstechnische und gesellschaftliche Innovationen erarbeitet und evaluiert und dabei sich widersprechende Werte, Normen und Interessen kritisch reflektiert.
Die zentrale Forschungsfrage des ITeG ist also, wie IT gestaltet sein muss, um gesellschaftlich wünschenswerte Innovationen zu schaffen, und, mit welchen Methoden diese Gestaltungsziele erreicht werden können.

## Mitglieder
Gegenwärtig führt das ITeG die Forschungskompetenzen folgender Fachgebiete zusammen:
- Kommunikationstechnik (Klaus David, Fachbereich Elektrotechnik/Informatik)
- Partizipative IT-Gestaltung (Claude Draude, Fachbereich Elektrotechnik/Informatik)
- Verteilte Systeme (Oliver Hohlfeld, Fachbereich Elektrotechnik/Informatik)
- Öffentliches Recht, IT-Recht und Umweltrecht (Gerrit Hornung, Fachbereich Wirtschaftswissenschaften)
- Soziologische Theorie (Jörn Lamla, Fachbereich Gesellschaftswissenschaften)
- Wirtschaftsinformatik (Jan Marco Leimeister, Fachbereich Wirtschaftswissenschaften)
- Wirtschaftspsychologie (Sandra Ohly, Fachbereich Wirtschaftswissenschaften)
- Deep Semantic Learning (Martin Potthast, Fachbereich Elektrotechnik/Informatik)
- Mensch-Maschine-Systemtechnik (Ludger Schmidt, Fachbereich Maschinenbau)
- Intelligente Eingebettete Systeme (Bernhard Sick, Fachbereich Elektrotechnik/Informatik)
- Wirtschaftsinformatik und Systementwicklung (Matthias Söllner, Fachbereich Wirtschaftswissenschaften)
- Wissensverarbeitung (Gerd Stumme, Fachbereich Elektrotechnik/Informatik)

Emeritierte Mitglieder
- Alexander Roßnagel (Öffentliches Recht, Fachbereich Wirtschaftswissenschaften, em. 08/2023)

Folgende ehemalige Mitglieder haben in der Vergangenheit am ITeG geforscht:
- Kurt Geihs (Verteilte Systeme, Fachbereich Elektrotechnik/Informatik, em. 04/2021)
- Udo Winand – Gründungsdirektor und Leiter des Fachgebiets Wirtschaftsinformatik (bis 2008)
- Ali Sunyaev – Leiter des Fachgebiets Wirtschaftsinformatik und Systementwicklung (bis 2017)
- Arno Wacker – Leiter des Fachgebiets Angewandte Informationssicherheit (bis 2018)

## Beirat
Der ITeG-Beirat setzt sich aus Vertreterinnen und Vertretern aus Wissenschaft, Wirtschaft, Öffentlichkeit und Verbänden zusammen, welche die Arbeiten im Zentrum beratend unterstützen.
- Marit Hansen - Datenschutzbeauftragte des Landes Schleswig-Holstein – Mitglied im Beirat des ITeG seit 2020
- Andreas Hotho - Institut für Informatik, Universität Würzburg – Mitglied im Beirat des ITeG seit 2020
- Stefan Jähnichen - FG Softwaretechnik, Technische Universität Berlin - Mitglied im Beirat des ITeG seit 2015
- Simone Kauffeld - Lehrstuhl für Arbeits-, Organisations- und Sozialpsychologie an der TU Braunschweig – Mitglied im Beirat des ITeG seit 2020
- Frank Kleemann - Institut für Soziologie, Universität Duisburg-Essen – Mitglied im Beirat des ITeG seit 2015
- Helmut Krcmar - Leiter des Krcmar Lab, Technische Universität München – Mitglied im Beirat des ITeG seit 2005
- Susanne Maaß - AG Soziotechnische Systemgestaltung & Gender, Universität Bremen – Mitglied im Beirat des ITeG seit 2015
- Kai Reinhard - Micromata GmbH, Kassel – Mitglied im Beirat des ITeG seit 2015
- Ali Sunyaev - Vizepräsident TUM Campus Heilbronn – Mitglied im Beirat des ITeG seit 2025

In früheren Phasen wurde das ITeG durch folgende ehemalige Beiratsmitglieder begleitend unterstützt:
- Alfred Büllesbach  - ehemaliger Konzerndatenschutzbeauftrager der Daimler AG - Mitglied im Beirat des ITeG von 2005–2020
- Dieter Klumpp - Institut für Kommunikationsforschung e.V. -  Mitglied im Beirat des ITeG von 2005–2015
- Paul J. Kühn - Institut für Kommunikationsnetze und Rechnersysteme, Universität Stuttgart - Mitglied im Beirat des ITeG von 2005–2020 und dessen Vorsitzender von 2010–2020
- Meinrad Lugan - Vorstandsmitglied B. Braun Melsungen AG - Mitglied im Beirat des ITeG von 2005–2015
- Andreas Oberweis - Institut für Angewandte Informatik und Formale Beschreibungsverfahren, Karlsruher Institut für Technologie - Mitglied im Beirat des ITeG von 2015–2020
- Barbara Paech – Lehrstuhl Software Engineering, Universität Heidelberg - Mitglied im Beirat des ITeG von 2020–2025
- Christopher M. Schlick – ehemals IAW, RWTH Aachen - Mitglied im Beirat des ITeG von 2005–2015
- Tom Sommerlatte – ehemals Chairman der Unternehmensberatung Arthur D. Little - Mitglied im Beirat des ITeG von 2005–2015 und dessen Sprecher von 2005–2009